# 竹原町
竹原町（たけはらちょう）は、広島県豊田郡にあった町。現在の竹原市の一部にあたる。

## 地理
- 海洋：瀬戸内海[2]
- 河川：賀茂川、本川[2]

## 歴史
- 1889年（明治22年）
  - 4月1日、町村制の施行により、賀茂郡下市村が単独で村制施行し、下市村（しもいちむら）が発足[3][4]。
  - 4月17日、下市村が町制施行し、名称を変更して竹原町となる[1][2]。大字は編成せず[2]。
- 1910年（明治43年）ブドウ栽培開始[2]。
- 1937年（昭和12年）昭和鉱業銅精錬所開設[2]。
- 1952年（昭和27年）4月1日、賀茂郡下野村と合併し竹原町が存続[1][2]。旧竹原町域を竹原、旧下野村域を下野とする2大字を編成[2]。
- 1954年（昭和29年）3月31日、賀茂郡東野村、豊田郡大乗村・南方村（一部）を編入[1][2]。東野、浦福田、高崎、小梨の4大字を加え6大字となる[2]。
- 1955年（昭和30年）3月31日、賀茂郡荘野村、豊田郡田万里村と合併し、竹原町が存続[1][2]。西野、新庄、田万里の3大字を加え9大字となる[2]。
- 1956年（昭和31年）
  - 4月1日、豊田郡に所属が変更[1][2]。
  - 9月30日、豊田郡吉名村・賀永村（一部）を編入[1][2]。吉名、仁賀の2大字を加え11大字となる[2]。
- 1958年（昭和33年）11月3日、豊田郡忠海町と合併し、市制施行して竹原市を新設して廃止された[1][2]。

## 産業
- 果樹、製塩業[2]

## 交通

### 鉄道
- 1932年（昭和7年）国有鉄道三呉線（現呉線）が開通し、竹原駅開設[2]。

## 教育
- 1905年（明治38年）私立竹原女学校開校[2]（現広島県立竹原高等学校）
- 1942年（昭和17年）県立竹原商業学校開校[2]

## 名所・旧跡
- 忠孝岩（礒宮八幡神社境内、県指定史跡）[2]
- 唐橋常陸介之墓（長生寺、県指定史跡）[2]
- 頼惟清旧宅（県指定史跡）

## 出身人物
- 頼杏坪（詩人、儒学者）
- 頼春水（詩人、儒学者）
- 頼春風（詩人、儒学者、医師）
- 頼鷹二郎（竹原製塩社長）
- 頼俊直（製塩業、広島県多額納税者、衆議院議員、名望家、資産家、大地主） - 頼春風の曽孫である。
- 頼桃三郎（国文学者）